# Inzersdorf-Getzersdorf
Inzersdorf-Getzersdorf là một thị xã thuộc huyện St. Pölten-Land trong bang Niederösterreich.